# Axel Einar Hjorth

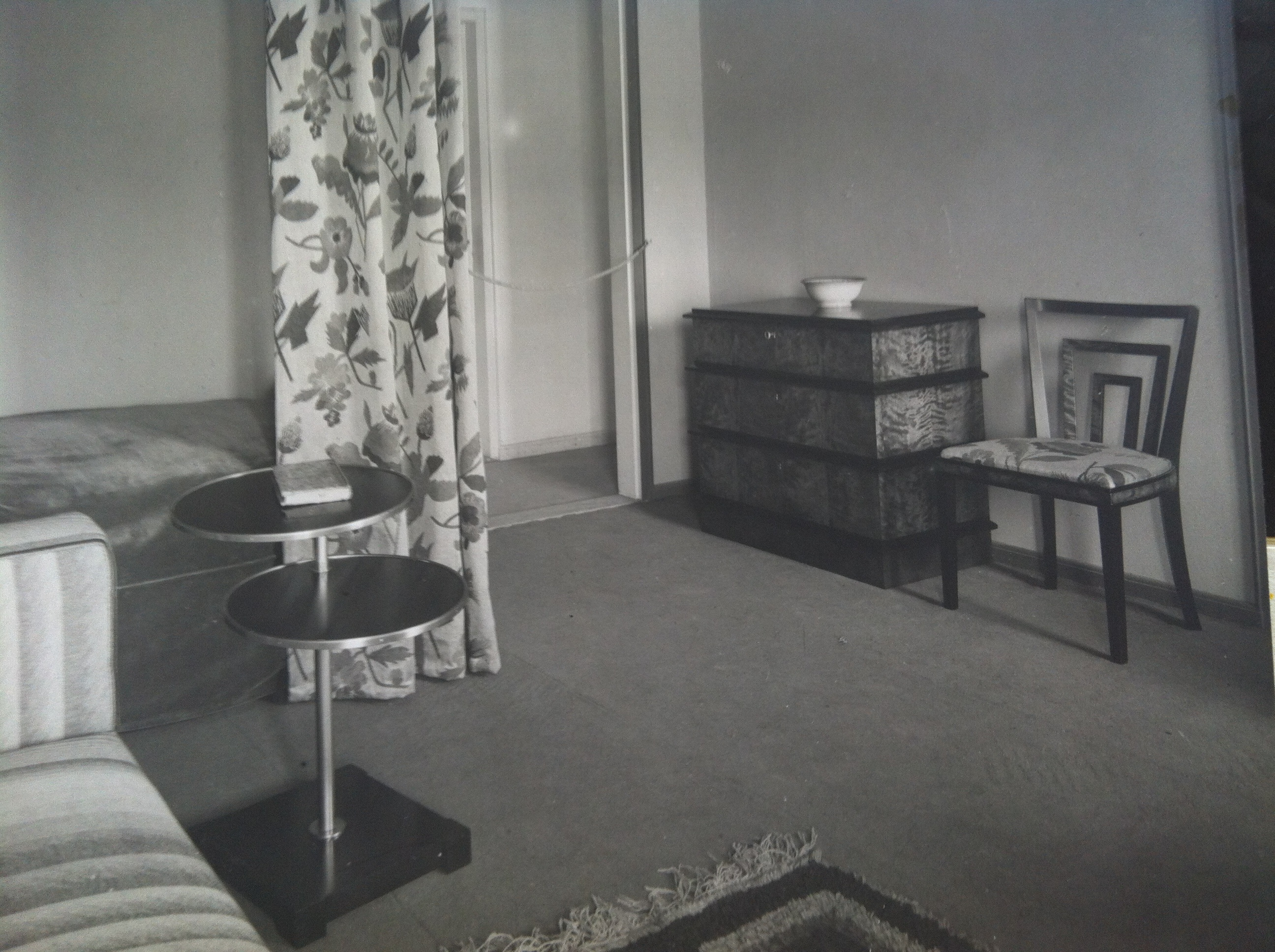
Sovrum av Axel Einar Hjorth på Stockholmsutställningen 1930.

Axel Einar Hjorth, född 7 mars 1888 i Krokeks församling, död 21 juni 1959 i Stockholm, var en svensk möbelarkitekt. 
Axel Einar Hjorth var 1927–1938 chefsarkitekt på Nordiska Kompaniet i Stockholm, den viktigaste positionen för en möbelarkitekt under mellankrigstiden. Hans exklusiva möbelformgivning hade också en framträdande plats på den tidens stora nationella och internationella utställningar. Han deltog i Göteborgsutställningen 1923, Världsutställningen i Barcelona 1929, Stockholmsutställningen 1930 och Världsutställningen i New York 1939.   
Perioden präglades av förändrade stilideal, från luxuös klassicism till stram funktionalism. Axel Einar Hjorth deltog i denna estetiska omdaning, men hans arbeten var unika och ibland säregna och inte sällan hårt kritiserade. Han spelade en viktig roll för den svenska formgivningens internationella genombrott och goda rykte.

## Karriär

### Tidiga arbeten
Axel Einar Hjorth inledde sitt arbete med att formge möbler och hela interiörer för Stockholms stads hantverksförening. Åren 1918-1929 bar hans formgivning nyklassicistiska drag. Med tiden utvecklas dessa till en lekfull ornamentering med drag från olika stilepoker. Andra uppdragsgivare i Hjorths tidiga karriär var Myrstedt och Stern, AB Svenska Möbelfabrikerna i Bodafors och AB C.E. Jonssons. Hans exklusiva möbler var inspirerade av den franska art déco-stilen, som omformulerats för svenska förhållanden. Stilen utvecklades till ett eget uttryckssätt som blandade exotiska träslag, starka färger och textilier.

### Chefsarkitekt vid Nordiska Kompaniet
När Nordiska Kompaniet anställde Hjorth som chefsarkitekt 1927, fick han en central ställning i Inredningssverige. Rollen innebar att utforma både offentliga och privata inredningar. Även om tonvikten låg på den inhemska marknaden, kom han också att utföra arbeten för internationella beställare. En av dessa var shahen av Persien, som beställde två tågvagnar av NK. Till andra, måhända mindre exklusiva men ändå högkvalitativa, inredningar Hjorth utförde under denna tid, hör delar av Centrumhuset på Kungsgatan i Stockholm, Tössebageriets filial på Banérgatan i Stockholm och Café Corso i Stockholms stadsbiblioteks basarlänga. Under sin tid som chefsarkitekt på Nordiska Kompaniet ritade Hjorth, förutom specialbeställningar, möbelserier. Dessa var främst indelade i praktmöbler, seriemöbler och sportstugemöbler.

### Sportstugemöbler och primitivmodernism

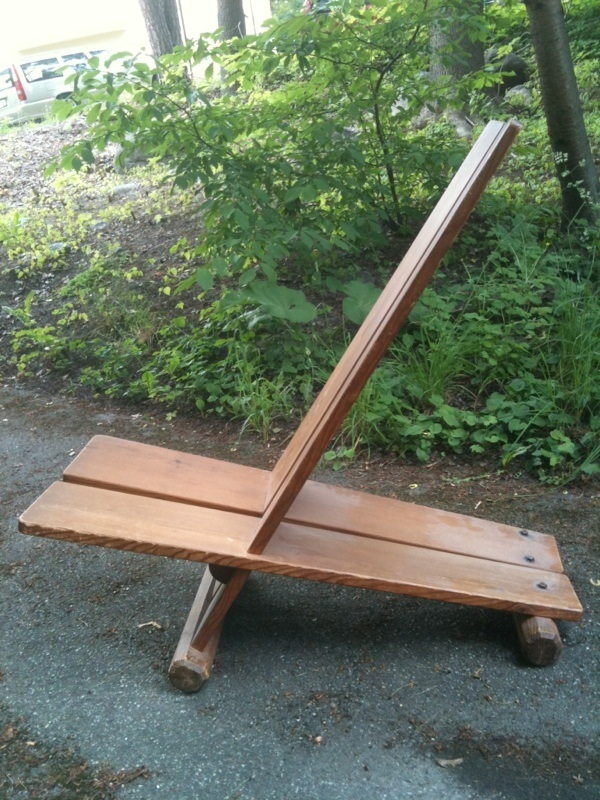
Stol i syrabetsad furu formgiven av Axel Einar Hjorth 1932.

Åren 1929-32 formgav Hjorth Nordiska Kompaniets så kallade sportstugemöbler. Varuhusledningen förutsåg, utifrån den nya semesterlagen, ett ökat behov av inredningar till sommarstugor. Under mellankrigstiden blev en anspråkslös stuga ett eftersträvansvärt ideal för en fritid inriktad på hälsa, motion och sunda renlevnadsvanor. Till skillnad från varuhusets inredningar för våningar och villor i städerna, fick sommarstugemöblerna en enkel karaktär med robusta och enkla grundformer i massiv furu, eller i vissa fall ek. "Modernismens redovisande ideal [blandades] med provinsiella influenser och enkla material i en helt unik och egensinnig primitiv modernism".  Hjorths estetik anspelade på både allmogens traditionella enkelhet och det internationella modernismens radikala estetik. Möblerna påvisar en medveten konstruktionsestetik, där bordskilar och medar öppet redovisas och där handsmidda spikar och beslag med anknytning till traditionellt hantverk framhävs. Axel Einar Hjorths sportstugemöbler fick också inflytande på sin samtid och inspirerade bland andra Carl Malmsten. I ett internationellt perspektiv är Hjorths sportstugemöbler föregångare till senare banbrytande formgivare som Charlotte Perriand. Under decennier var formgivningen anspråkslösa möbler i sommarstugor, men formgivningens radikalitet och estetiska kvalitet har skapat stor efterfrågan bland främst internationella arkitekter och inredare. Hjorths sportstugemöbler, länge helt undanträngda i den svenska och internationella modernistiska designhistorien, framstår i dag som banbrytande och radikala i sin samtid och hamnar som statussymboler i inredningar av internationell karaktär.

### Världsutställningen i Barcelona 1929
På Nordiska Kompaniets utställning i den Svenska paviljongen i Barcelona 1929 visades möbler ritade av möbelarkitekten Hjorth. Taburetter, soffor, fåtöljer och skåp ställdes ut. Möblerna var påkostade och utförda i exklusiva material som till exempel Macassarebenholts. Bland annat visades möbler ur serierna Ceasar och Louis.
Ett skåp av modell Louis som visades på utställningen såldes år 2002 på en auktion för över en miljon kronor. Det är fram till idag det högsta priset som betalats för en svensk 1900-tals möbel på en auktion.

### Stockholmsutställningen
Axel Einar Hjorth medverkade vid Stockholmsutställningen 1930 med inredningen till Carl Bergstens påkostade villa. Hjorths möbler dominerades av palisander, ceyloncitron och valnöt i  rött, svart, gult och violettbrunt. NK:s utställningsdeltagande och de utställda föremålen gick på tvärs mot Gregor Paulssons socialt inriktade program, men publicerades ändå i de viktigaste internationella tidskrifterna. Det officiella programmet och varuhusets utställningsföremål stod härmed fundamentalt emot varandra. Här ligger Stockholmsutställningens tydligaste motsägelse. Nordiska Kompaniet exponerade en designad drömvärld med sikte på borgerlighet och medelklass. För Nordiska Kompaniet handlade Stockholmsutställningen om att manifestera sig på en marknad, att positionera sig på ett konstnärligt område, att från sin kommersiella horisont delta i satsningar som gav formgivningen ett kulturellt kapital. På så vis stod Nordiska Kompaniets utställningsdeltagande långt från utställningens officiella program om att stöpa om samhället i en standardiserad värld, där billig massproducerad design skulle göras tillgänglig för alla, ett program som siktade på arbetarklassens och folkhemmets framtid. Det senare siktade på en funktionalistisk och standardiserad småbostad, som tog avstånd från traditionen att betona hemmet som social klassmarkör. Det är därför inte förvånande att varuhuset karaktäriserade sina utställningsmöbler som ”några enstaka möbelpjäser, stående på höjden av vad som över huvud taget kan åstadkommas på möbelkonstens område.”[källa behövs]

### Efter Nordiska Kompaniet

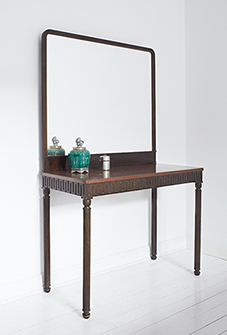
Sminkbord för Nordiska Kompaniet.

År 1938 avslutade Axel Einar Hjorth sin anställning vid NK och gick över i egen verksamhet. Under ett antal år drev han sedan butik på Kungsgatan 30 i Stockholm. Hans möbler signerades nu för första gången med hans eget namn A.E. Hjorth. År 1939 inbjöds han att medverka vid Världsutställningen i New York. Detta kom dock att bli ödesdigert, eftersom möblerna förstördes av ett kraftigt regn före invigningen. Detta, tillsammans med importrestriktionerna för exklusiva träslag under andra världskriget, kom att negativt påverka Axel Einar Hjorths försäljning och ekonomi. Efter att butiken stängt, utförde han sitt sista arbete på Aktiebolaget Svenska Kontorsmöbelindustrier (ASKI).

## Biografi
Hans mor var Klara Matilda Hjort som var 20 år när hon erkände Axel Einar som sin son. Fadern är än idag okänd. 12 år gammal kom Axel Einar Hjorth i fosterhem i Norrköping. Hans fosterfar, Gustav Teodor Nordin, var relativt välbeställd och när Hjorth fyllde 20 (1908) kunde han flytta till Stockholm och med faderns finansiella stöd studera vid HKS - Högre Konstindustriella Skolan, idag Konstfack - på det nyligen bildade facket för möbelarkitektur. Hjorth avslutade aldrig sina studier utan avbröt dem efter två år (1910) då fosterfaderns död tvingade honom att bli självförsörjande. Så inleddes Hjorths karriär som möbelarkitekt.
År 1914 gifte sig Hjorth med Gunelia Wessberg, som antog hans efternamn som samtidigt ändrade stavning från Hjort till Hjorth. Äktenskapet blev livslångt men barnlöst. Parets välstånd och adresser kom att variera efter Hjorths framgångar inom karriären. Axel Einar Hjorth arbetade aktivt fram till sin död 1959, endast ett år efter sin frus bortgång. Hjorth är representerad vid bland annat Nationalmuseum i Stockholm.